# میثاق جدید
عهد جدید یا میثاق جدید (διαθήκη καινή) یک تفسیر کتاب مقدسی است که در اصل از عبارتی که در کتاب ارمیا (ارمیا ۳۱:۳۱–۳۴) در کتاب مقدس عبری (یا عهد عتیق) از کتاب مقدس مسیحی بوده، مشتق شده‌است.
به‌طور کلی، مسیحیان در الهیات مسیحی و در تعریف عهد جدید موعود معتقدند که این عهد در شام آخر به عنوان بخشی از عشای ربانی، آغاز شد. که در انجیل یوحنا شامل فرمان جدید است. بر اساس متن کتاب مقدس که می‌گوید: «در جایی که وصیت وجود دارد، باید مرگ موصی نیز وجود داشته باشد؛ زیرا وصیت‌نامه پس از مرگ انسان‌ها نیرومند است: در غیر این صورت تا زمانی که وصی زنده است، اصلاً قدرتی ندارد.» پروتستان‌ها بر این باورند که عهد جدید تنها با مرگ عیسی مسیح لازم‌الاجرا شد.